# Lila vaxskinn
Lila vaxskinn (Phlebia lilascens) är en svampart som först beskrevs av Hubert Bourdot, och fick sitt nu gällande namn av J. Erikss. & Hjortstam 1981. Lila vaxskinn ingår i släktet Phlebia och familjen Meruliaceae.  Arten är reproducerande i Sverige. Inga underarter finns listade i Catalogue of Life.